# Ина Гогалова Маројевић
Ина Гогалова Маројевић (чеш. Inka Gogálová; Наход, 21. август 1960) je позоришна филмска и телевизијска глумица.
Њени родитељи и брат су словачки позоришни и филмски режисери и глумци, а удата је за позоришног режисера Горана Маројевића. У периоду 1986–1989. била је ангажована у Народном позоришту Босанске Крајине у Бањој Луци, гдје је лирском појавом и нијансираним емоцијама сугестивно интерпретирала комплексне ликове, жанровски веома различите. Бањалучка публика памти је по улогама у представама Галеб, Сам себи направио олтар, Женски разговори, Живот провинцијских плејбоја послије Другог свјетског рата, Срећа је тамо, Магарац, Клаустрофобична комедија, Платонов, Одмор за уморне јахаче, У агонији. На 19. позоришним играма у Јајцу (1989) награђена је за улогу Софије Јегоровне Војницове у драми Платонов Антона Павловича Чехова, у режији Стеве Жигона.

## Филмске улоге
| Год.   | Назив                                    | Улога             |
| ------ | ---------------------------------------- | ----------------- |
| 1960-е |                                          |                   |
| 1968.  | Niet inej cesty                          | Силвија           |
| 1968.  | Zbehovia a pútnici                       | Доминика - Ивка   |
| 1968.  | Marosko                                  | Анка II           |
| 1970-е |                                          |                   |
| 1973.  | Letokruhy                                | Филка             |
| 1977.  | Popleta                                  |                   |
| 1980-е |                                          |                   |
| 1981.  | Obycajné rozmery                         | Брона Маросова    |
| 1984.  | Rozprávky pätnástich sestier (ТВ серија) |                   |
| 1987.  | Викенд за милион                         | Агнеса            |
| 1988.  | Sukna lenze zelená                       |                   |
| 1988.  | Сеобе 2                                  | Ђинђа             |
| 1990-е |                                          |                   |
| 1991.  | Вирџина                                  | Достана           |
| 1991.  | Мој брат Алекса                          |                   |
| 1992.  | Танго аргентино                          | Мајка             |
| 1992.  | Алекса Шантић (ТВ серија)                |                   |
| 1998.  | Za mestskými múrmi (ТВ серија)           |                   |
| 1999.  | Ратници                                  | Ханка             |
| 2000-е |                                          |                   |
| 2002.  | Vater wider Willen (ТВ серија)           | госпођа Мичаилова |
| 2004.  | Hurensohn                                | Танте Љиљана      |
| 2008.  | O rodicích a detech                      | Тана              |
| 2009.  | Wino truskawkowe                         |                   |
| 2009.  | Nedodrzaný slub                          | госпођа Фридман   |
| 2016.  | Учитељица (филм)                         | учитељица         |
| 2018.  | Бекстејџ                                 | Матка Мери        |